# Острова Шеперд
Острова Шеперд (англ. Shepherd Islands) — группа островов в архипелаге Новые Гебриды между островами Эпи и Эфате. Входят в состав провинции Шефа Республики Вануату.

## География
В регионе расположены два подводных вулкана: Куваэ и Макура. Острова находятся главным образом в контурах кальдер этих вулканов. Наивысший из островов — Эмаэ (644 м над у.м.). Высота острова Тонгарики также превышает 500 м.
Включают острова Бунинга, Лаика, Макура, Матасо, Монумент, Тонгарики, Тонгоа, Эмаэ.
| № | Остров    | Площадь, км² | Население, чел. (2009 год) | Наивысшая точка | Координаты                       |
| - | --------- | ------------ | -------------------------- | --------------- | -------------------------------- |
| 1 | Тонгоа    | 41,1         | 2300                       | 487             | 16°54′03″ ю. ш. 168°33′18″ в. д. |
| 2 | Лаика     | 0,9          | -                          |                 | 16°57′27″ ю. ш. 168°34′39″ в. д. |
| 3 | Тонгарики | 4,7          | 267                        |                 | 17°00′20″ ю. ш. 168°37′39″ в. д. |
| 4 | Бунинга   | 1,2          | 128                        |                 | 17°01′24″ ю. ш. 168°35′12″ в. д. |
| 5 | Эмаэ      | 36,5         | 743                        | 644             | 17°03′56″ ю. ш. 168°22′37″ в. д. |
| 6 | Макура    | 2,1          | 106                        |                 | 17°08′09″ ю. ш. 168°26′13″ в. д. |
| 7 | Матасо    | 1,5          | 74                         |                 | 17°15′16″ ю. ш. 168°25′38″ в. д. |
|   | Всего     | 88           | 3618                       |                 | 16°59′17″ ю. ш. 168°27′35″ в. д. |

## Языки
Большинство островов Шеперд населены меланезийцами, как и большинство островов Вануату, но Эмаэ относится к полинезийской культуре. Кроме острова Эмаэ, на котором разговаривают на футунском языке, на островах Шеперд, согласно Ethnologue.com, есть три языка, на которых общается население других островов: северный эфате, который используется на островах Нгуна и Тонгоа; намакура (на островах Матасо, Макура, Тонгоа и Тангарики); и лелепа (остров Лелепа). На этих языках также общаются жители острова Эфате. Они близко связаны друг с другом и с другими языками Эфате и центрального Вануату, которые входят в языковую группу центрально-вануатских языков.